# Nurłan Bałgymbajew
Nurłan Bałgymbajew (ur. 20 listopada 1947 w Gurjewie, zm. 14 października 2015 w Atyrau) – kazachski polityk, premier Kazachstanu od 10 października 1997 do 1 października 1999.